# 火箱芳文
火箱芳文（日语：火箱 芳文／ひばこ よしふみ Hibako Yoshifumi、1951年5月—），日本陸上自衛隊將領，三菱重工業顧問，於2009年3月 - 2011年8月之間擔任陸上幕僚長（陸軍參謀長）。

## 荣誉

### 日本勋章奖章
- 瑞宝重光章（2021年11月3日公布[1]）